# FC 넬슨
FC 넬슨(영어: Football Club Nelson)은 뉴질랜드 남섬의 도시 넬슨에 연고를 둔 축구단이다.
남녀 팀으로 구성되어 현재 넬슨/모럴 지역에서는 가장 큰 구단으로 있다.

## 역사
넬슨 유나이티드(1968년 설립), 넬슨 메츠러우 (1975년 설립), 넬슨 시티 년 설립) 및 타흐나누이의 합병을 통해 2011년에 설립되었다.
넬슨 유나이티드는 1977-80, 1983-88, 1991-93년에 구 뉴질랜드 내셔널 풋볼 리그에서 좋은 활약을 이어갔다. 또한 1977년 채텀 컵에서 우승했으며, 1978년에는 준우승을 기록했다.
FC 넬슨은 구단이 결성된 이후 매년 채텀 컵에 참가하고 있으며, 구단은 보통 1라운드 또는 2라운드 이상을 통과하지 못했지만 2016년에는 3라운드에 진출했다. 구단은 또한 2013년 케이트 셰퍼드 컵에서 처음으로 여자 팀이 캔터베리 대학교를 1-0으로 꺾고 2라운드에 진출하기도 했다.
FC 넬슨은 2012년과 2013년을 포함하여 넬슨 디비전 원에서 여러 차례 우승을 기록했으며 2019년에 다시 한 번 리그에서 우승을 차지했다 2014년에는 여자 팀이 넬슨 여자 리그에서 우승을 기록하기도 하였다.
2021년 FC 넬슨은 최고의 유소년 인재 발굴 및 수준 높은 육성을 위해 새로운 유소년 아카데미를 열기로 결정했다. 또한 넬슨 대학교와 파트너십을 맺어 선수들이 학교 팀에서 뛸 수 있는 동시에 유소년 아카데미에서 훈련을  받을 수 있도록 했다. 2월에는 넬슨 여자 대학교와 양해각서를 체결함으로써 여성팀도 같은 시스템을 구축했다.